# Чигиринська полкова сотня
Чигиринська полкова сотня — військовий підрозділ та адміністративна одиниця Чигиринського полку з центром у місті Чигирин.

## Історія
Створена до 1648 року як військово-територіальний підрозділ Чигиринського полку. За «Реєстром» 1649 р. мала 472 козаків.
Ліквідована разом з полком у 1678 році. Відновлювалася в період з 1702 по 1711 роки.

## Населені пункти
У 1649 р. сотенне містечко Чигирин та села: Кам'янка, Суботів.

## Сотенний устрій

### Сотники
- Петрановський Іван (? — 07.1637 — ?)
- Богдан Хмельницький (1638  — 1647)
- Климченко Василь (? — 1648 — ?)
- Сомченко Сава (? — 1648 — ?)
- Тиміш Хмельницький (? — 26.02.1649. — ?)
- Лісницький Дем'ян (? — 02.1654 — ?)
- Шульга Іван (? — 05.1654 — ?)
- Степан (? — 11.1668 — ?)
- Макидон Ян (? — 06.1669 — 21.07.1669 —?)
- Ковалевський Костянтин Васильович, Білаш Іван (близько 1675 —1676)

### Городові отамани
- Кузьминський Федір (? — 1615 — ?)
- Бут Онисим (? — 1638 — ?)
- Томиленко Василь (? — 1648 — ?)
- Коробка Федір (? — 10.1649 — 19.11 —?)
- Олексій (Лесько Хильченко) (? — 10.1650 — ?)
- Коробка Федір (? — 12.11.1650 — ?)
- Капуста Лаврін, Ничипоренко Яцько (? — 07.1653 — ?)
- Сивий Харко (? — 10.1653 — ?)
- Снитко Василь (? — 05.1654 — ?)
- Гапонович Герасим (? — 1654 — ?)
- Максимович Мартин (? — 03.1655 — ?)
- Пухальський Лукаш (? — 1655 — ?)
- Лавренко Павло (? — 02.1659 — ?)
- Ковалевський Іван, Білоцерківець Семен (? — 1666 — ?)
- Махненко Стефан (? — 02.1669 — ?)
- Білоцерківець Семен (? — 1670 — ?)
- Сенкевич Іван (? — 1673 — ?)
- Колоша Яцько (? — 1674 — ?)
- Величко Андрій (раніше 1717)